# پروژه احیای شیر آسیایی

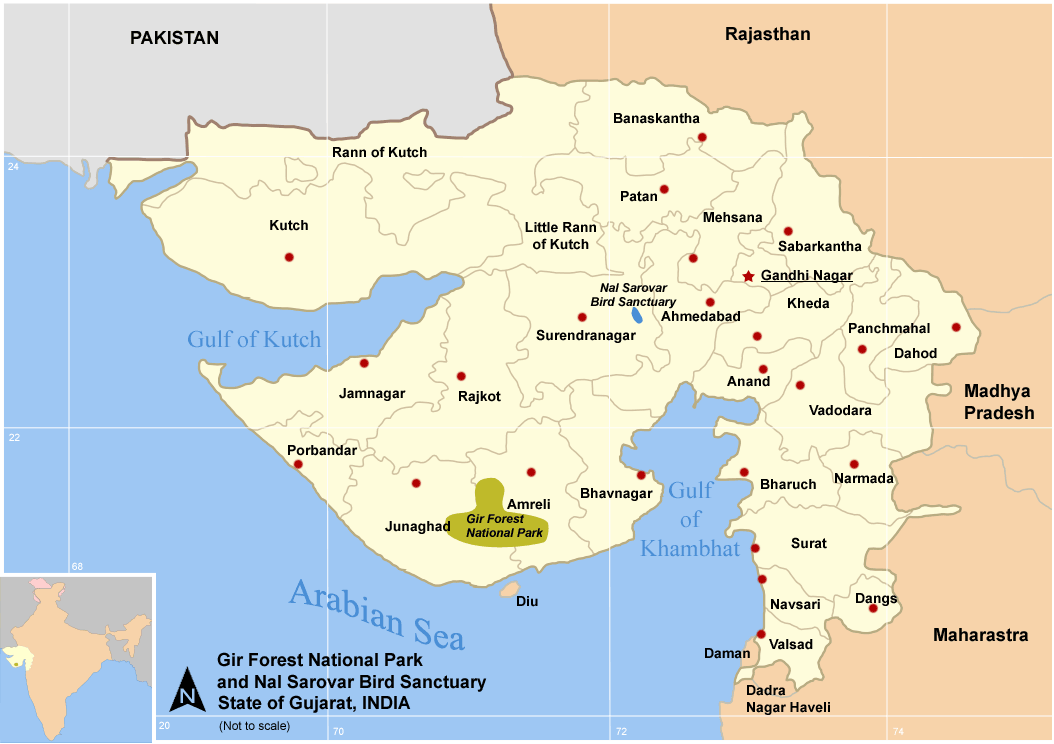
پارک ملی جنگل گیر در ایالت گجرات هند آخرین زیستگاه طبیعی بیش از ۶۷۴ شیر آسیایی وحشی است، اگرچه برنامه‌هایی برای معرفی مجدد تعدادی از آنها به پارک ملی کونو در ایالت همسایه، مادیا پرادش، در دست اجرا است تا بقای طولانی مدت آنها در برابر بیماری‌های همه‌گیر و بلایای طبیعی تضمین شود.

پروژه احیای شیر آسیایی ابتکاری از سوی دولت هند برای محافظت از شیر ایرانی (شیر شمالی) در برابر انقراض در طبیعت از طریق احیای آن است. آخرین جمعیت وحشی شیر آسیایی در منطقه پارک ملی جنگل گیر، در ایالت گجرات یافت می‌شود. این جمعیت واحد با تهدیدات بیماری‌های همه‌گیر، بلایای طبیعی و سایر عوامل انسانی روبرو است. هدف این پروژه ایجاد دومین جمعیت مستقل شیرهای آسیایی در پارک ملی کونو در ایالت مادیا پرادش هند است. با این حال، دولت ایالتی گجرات با این انتقال پیشنهادی مخالفت کرده است.

## تاریخچه

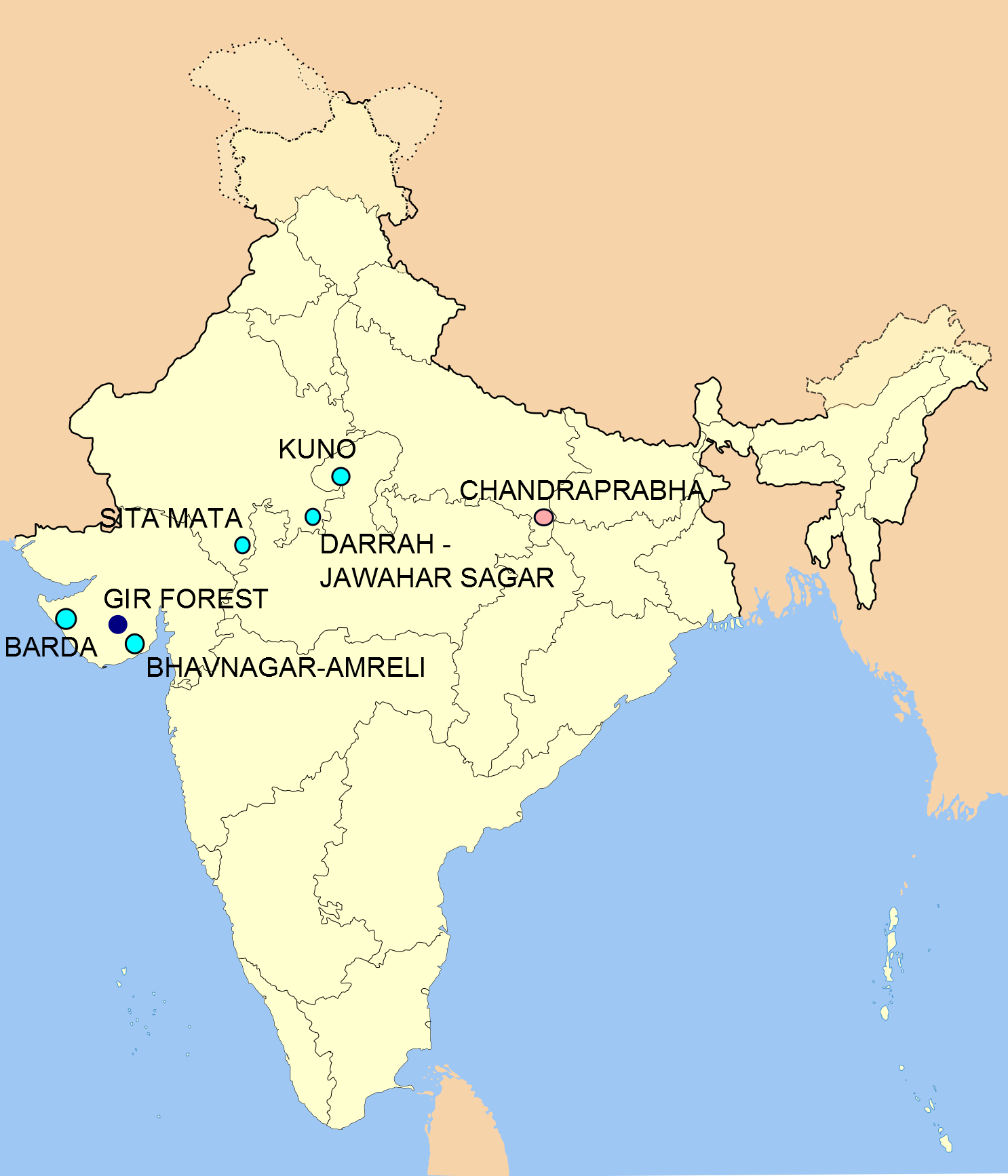
مکان‌های تاریخی و پیشنهادی برای بازگرداندن شیرها در هند

پراکنش شیر آسیایی، که روزگاری در سراسر غرب و جنوب آسیا گسترده بود، در نهایت تنها به یک جمعیت در پارک ملی و پناهگاه حیات‌وحش جنگل گیر در هند محدود شد. جمعیت شیرهای گیر در سال ۱۸۹۳ به پایین‌ترین حد خود یعنی تنها ۱۸ قلاده رسید، اما به‌واسطه اقدامات حفاظتی و حمایت‌های دولتی، این تعداد تا سال ۱۹۹۴ به ۲۸۴ قلاده افزایش یافت. با گذشت زمان، این منطقه اکنون بیش از حد ظرفیت میزبان شیرهاست. سرشماری سال ۲۰۱۵ نشان داد که جمعیت شیرها در گیر به ۵۲۳ قلاده رسیده است. این تراکم بالا، همراه با افزایش تماس و رقابت میان انسان و حیات‌وحش، سالانه باعث مرگ‌ومیر قابل‌توجهی در بین شیرها می‌شود. گله‌های شیر آسیایی برای زندگی نیازمند قلمرو وسیع هستند، اما فضای زیستی در پناهگاه گیر بسیار محدود است و از هر سو با مناطق پرجمعیت انسانی احاطه شده. در نتیجه، شیرهای گیر شروع به ترک پناهگاه کرده و در خارج از مناطق حفاظت‌شده قلمروهایی برای خود ایجاد کرده‌اند. امروزه این شیرها در منطقه‌ای به وسعت حدود ۱۶٬۰۰۰ کیلومتر مربع (معادل ۶۲۰۰ مایل مربع) پراکنده شده‌اند که شامل ۱۰۵۰ روستا در چهار ناحیهٔ همجوار یعنی امرلی، بخش گیر سومناته، باونگر و جوناگاد می‌شود.

### رویدادی تاریخی در سال ۱۹۰۴ در منطقه شوپور
مهاراجه گوالیور، به تشویق جرج کرزون در سال ۱۹۰۴، توله شیرهای آفریقایی را وارد کرد و تلاش کرد آنها را در جنگل‌های نزدیک شئوپور در طبیعت آزاد معرفی کند. شیرهای معرفی شده به حمله به دام‌ها روی آوردند و برخی حتی به آدم‌خواری روی آوردند که متعاقباً همگی آنها در نهایت ردیابی و تیرباران شدند.

### جابجایی چاندراراباها در سال ۱۹۵۷
مفهوم معرفی مجدد به منظور حفاظت از گونه‌ها در سال ۱۹۵۶ توسط هیئت حیات وحش هند طی جلسه‌ای از کمیته اجرایی آنها در ساسان گیر پذیرفته شد و پیشنهاد دولت ایالتی اوتار پرادش برای میزبانی از دومین جمعیت در جنگل‌های چاکیا نیز پذیرفته شد. در سال ۱۹۵۶، یک شیر و دو شیر ماده از گیر به دام افتادند و به مدت نه ماه در باغ وحش سکاربواغ در جوناگاد قرار گرفتند و سپس در سال ۱۹۵۷ به منطقه ۹۶ کیلومتر مربع (۳۷ مایل مربع) منتقل شدند. پناهگاه چاندرا پرابها، در نزدیکی بنارس در اوتار پرادش و به تازگی برای معرفی مجدد تأسیس شده است. یک محفظه با ۳ متر (۹٫۸ فوت) ایجاد شد. حصار سیم خاردار بلند در داخل پناهگاه که شیرها قبل از رها شدن در پناهگاه به‌طور موقت در آن نگهداری می‌شدند. در ابتدا، جمعیت شیرها افزایش یافت و در سال ۱۹۵۸ به چهار، در سال ۱۹۶۰ به پنج، در سال ۱۹۶۲ به هفت و در سال ۱۹۶۵ به یازده شیر رسید و پس از آن جمعیت آنها به طرز غیرقابل توضیحی منقرض شد.
جان‌سینگ (۲۰۰۶) شکست انتقال را به سه دلیل نسبت می‌دهد: مساحت ناکافی منطقه، نبود پایش نظام‌مند با استفاده از روش‌های علمی، و حرکت آزاد دام‌ها در سراسر پناهگاه که احتمالاً منجر به بروز تعارض با چوپان‌ها شده است. همچنین، چلام و جان‌سینگ (۱۹۹۹) عوامل دیگری را نیز به عنوان عوامل مؤثر بر این شکست ذکر کرده‌اند که شامل کوچک بودن منطقه، طولانی بودن دوره اسارت در باغ‌وحش جوناگد، نبود آموزش کافی برای ساکنان محلی و فقدان سازوکارهای حل اختلاف می‌باشد.

### پروژه شیر
پروژه شیر، ابتکار دولت هند برای حفاظت از گونه شیر آسیایی است که در ۱۵ اوت ۲۰۲۰ در هفتاد و چهارمین جشن روز استقلال توسط نخست‌وزیر هند، نارندرا مودی، اعلام شد. این سازمان تحت نظر وزارت محیط زیست، جنگلداری و تغییرات اقلیمی خواهد بود و بر اساس الگوی پروژه ببر (Project Tiger) طراحی شده است. این پروژه سه سایت «انبار ژن» در رامپارا در سائوراشترا، و ساکارباگ و ساتویرادا در جوناگاد به منظور پرورش شیرها ایجاد کرده است. یکی از اهداف این پروژه، پرداختن به تضاد بین انسان و حیات وحش بین ساکنان محلی و شیرها است. این پروژه همچنین شش مکان بالقوه جدید برای معرفی مجدد این گونه در کشور را شناسایی کرده است.
شش مکان بالقوه جدید عبارتند از:
- پارک ملی مادهاو، مادیا پرادش
- پناهگاه حیات وحش سیتاماتا، راجستان
- منطقه حفاظت‌شده ببرهای موکوندرا هیلز، راجستان
- پناهگاه حیات وحش گاندی ساگار، مادیا پرادش
- پناهگاه حیات وحش کومبهالگار، راجستان
- جسور-بالارام آمباجی WLS و منظره مجاور، گجرات